# Rakesh Masih
Rakesh Masih (ur. 18 marca 1987) – indyjski piłkarz, grający na pozycji obrońcy w klubie Atlético de Kolkata.

## Kariera klubowa
Rakesh Masih rozpoczął swoją karierę w Tata Football Academy w 2007 roku. Od 2008 roku jest zawodnikiem klubu Mohun Bagan AC. Z Mohun Bagan zdobył wicemistrzostwo Indii w 2009 oraz Superpuchar Indii w 2009.

## Kariera reprezentacyjna
W reprezentacji Indii Masih zadebiutował w meczu z reprezentacją Hongkongu w 2009 roku. W 2011 Masih znalazł się w kadrze na Puchar Azji. Dotychczas rozegrał w reprezentacji 2 spotkania.